# 大日駅
大日駅（だいにちえき）は、大阪府守口市大日町にある大阪市高速電気軌道 (Osaka Metro)・大阪モノレールの駅。

## 概要
Osaka Metro谷町線と大阪モノレール本線の2路線が乗り入れ、連絡駅となっている。
京都府道・大阪府道13号京都守口線（旧国道1号）と中央環状線とが交差する大規模な交差点が位置していることから横断歩道がないため、歩行者や自転車のための地下道が設けられており駅の地下はこの地下道と一体化した構造になっている。

## 歴史
- 1983年（昭和58年）2月8日：大阪市営地下鉄（当時）谷町線守口駅から当駅への延伸開通と同時に開業。ただし守口延長の際に大日検車場が完成し、その入出庫線時代より大日駅設置の準備工事はされていた。
- 1997年（平成9年）8月22日：大阪高速鉄道（当時）大阪モノレール線が南茨木駅から延伸開業し、乗り換え駅となる[1][2]。
- 2001年（平成13年）9月：三洋電機大日工場を閉鎖。
- 2004年（平成16年）4月12日：三洋電機大日工場の跡地を再開発し、大日駅前交通広場がオープン。
- 2006年（平成18年）9月21日：イオン大日ショッピングセンターのプレオープンに併せて大阪高速鉄道の駅に2階改札口を新設（グランドオープンは同年9月29日）。
- 2018年（平成30年）4月1日：大阪市交通局の民営化により、谷町線の駅は大阪市高速電気軌道 (Osaka Metro) の駅となる。
- 2020年（令和2年）6月1日：大阪高速鉄道が大阪モノレールに社名変更[3]。
- 2021年（令和3年）2月20日：大阪モノレールの駅で可動式ホーム柵の使用を開始[4]。

## 大阪市高速電気軌道 (Osaka Metro)
改札口が地下2階、ホームが地下3階に設けられている地下駅。改札口は1か所のみ。
当駅は、東梅田管区駅に所属し、駅長が配置され、当駅および守口駅、太子橋今市駅、千林大宮駅を管轄している。駅番号はT11。

### のりば
| 番線 | 路線   | 行先                       |
| ---- | ------ | -------------------------- |
| 1・2 | 谷町線 | 東梅田・天王寺・八尾南方面 |

### 備考
近くに大日検車場があるので、駅の手前に車庫へ通じる引き込み線がある。また、ホームの先に留置線があり、夜間に列車が留置されていることもある。なお、1977年の守口延長時に同検車場を設置した際に、すでに大日駅設置の準備がなされていたため、1983年の大日延長に際しては駅関連施設などの工事程度で済んだ。2017年3月のダイヤ改正までは日中時間帯は2番線に車両1編成が留置されていた。同改正以降は毎時8本（2020年からは10本）に増発されたため、日中時間帯も2番線を使用するようになった。

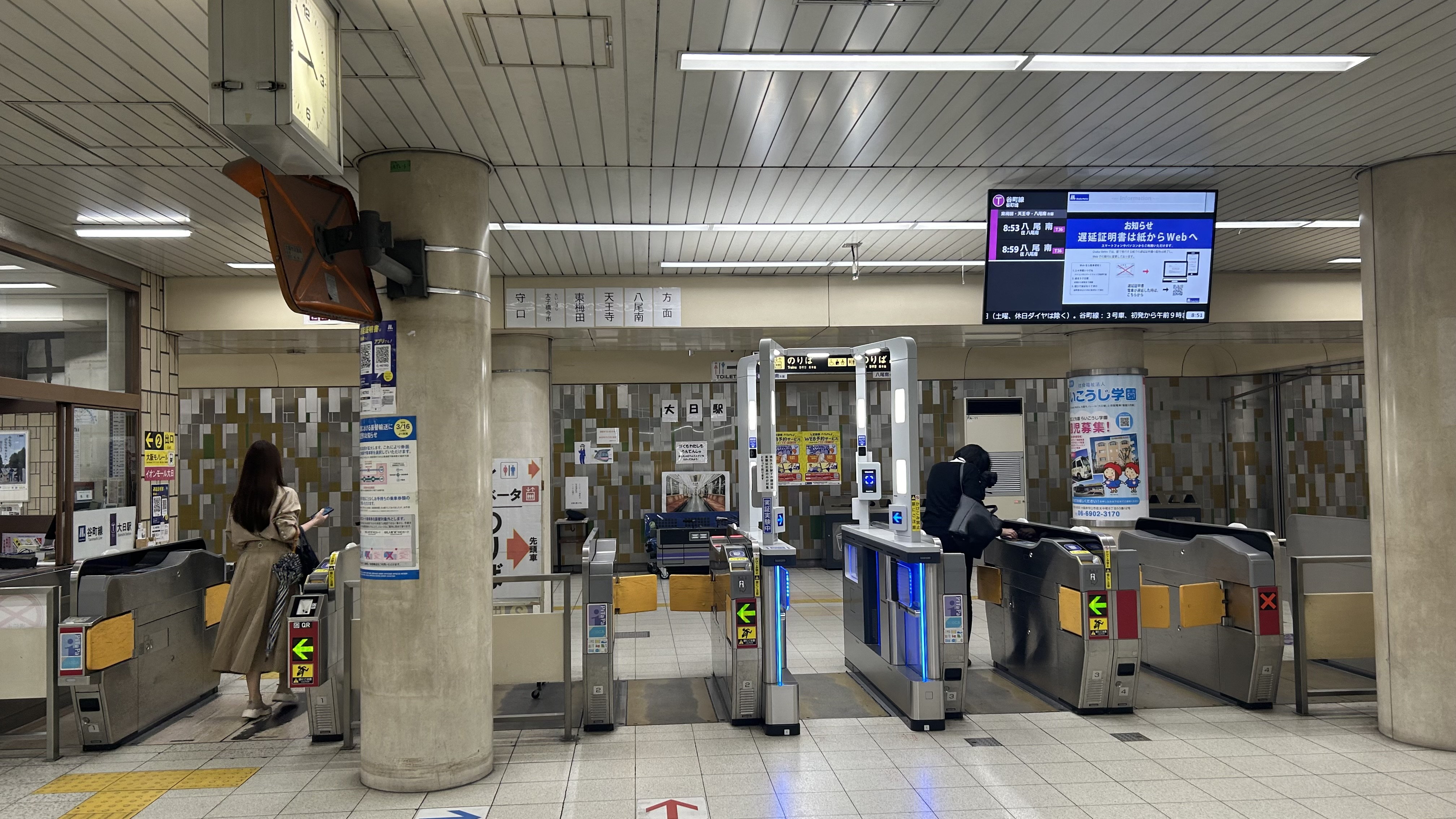
改札（2024年5月）
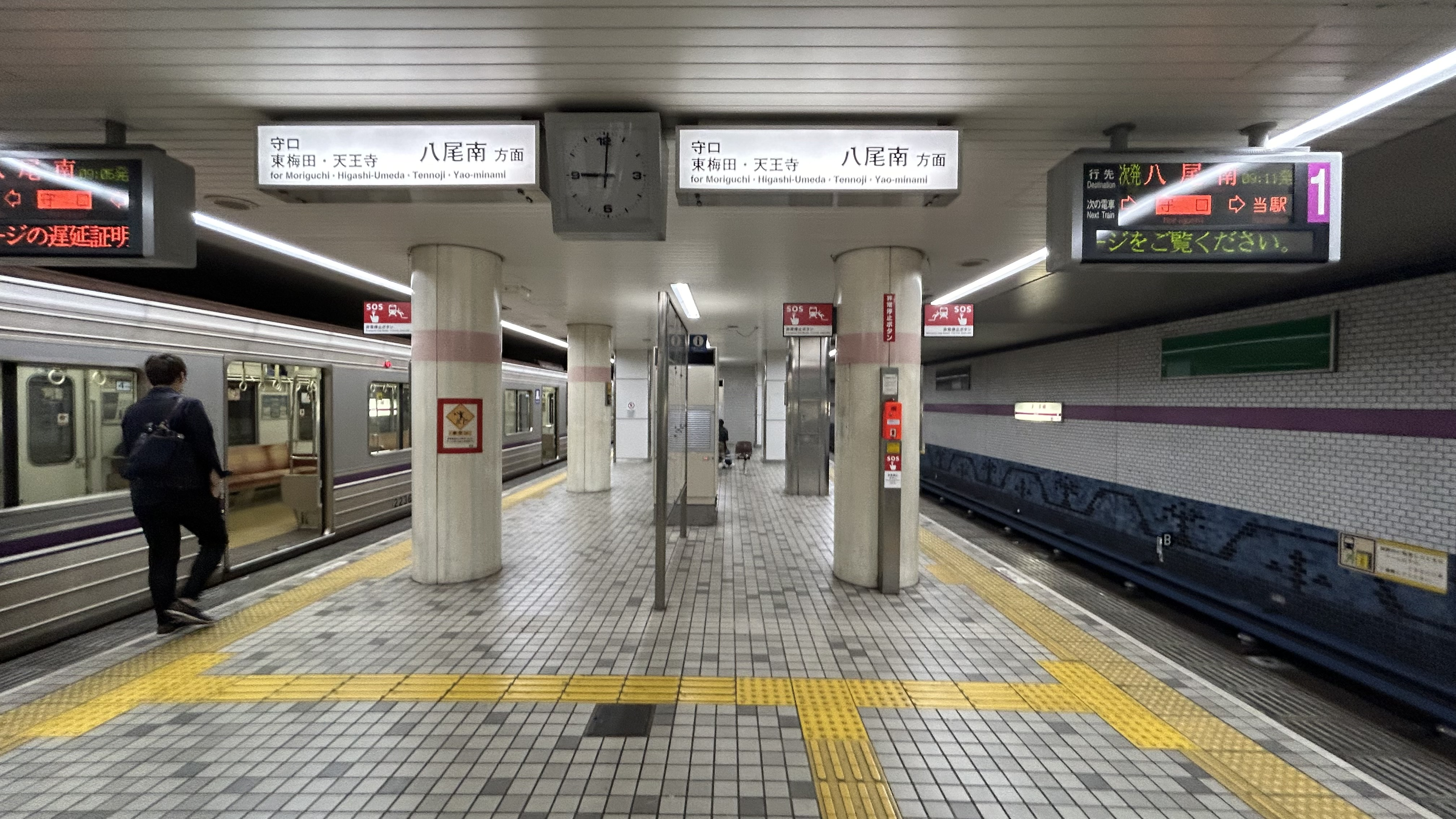
プラットホーム（2024年5月）
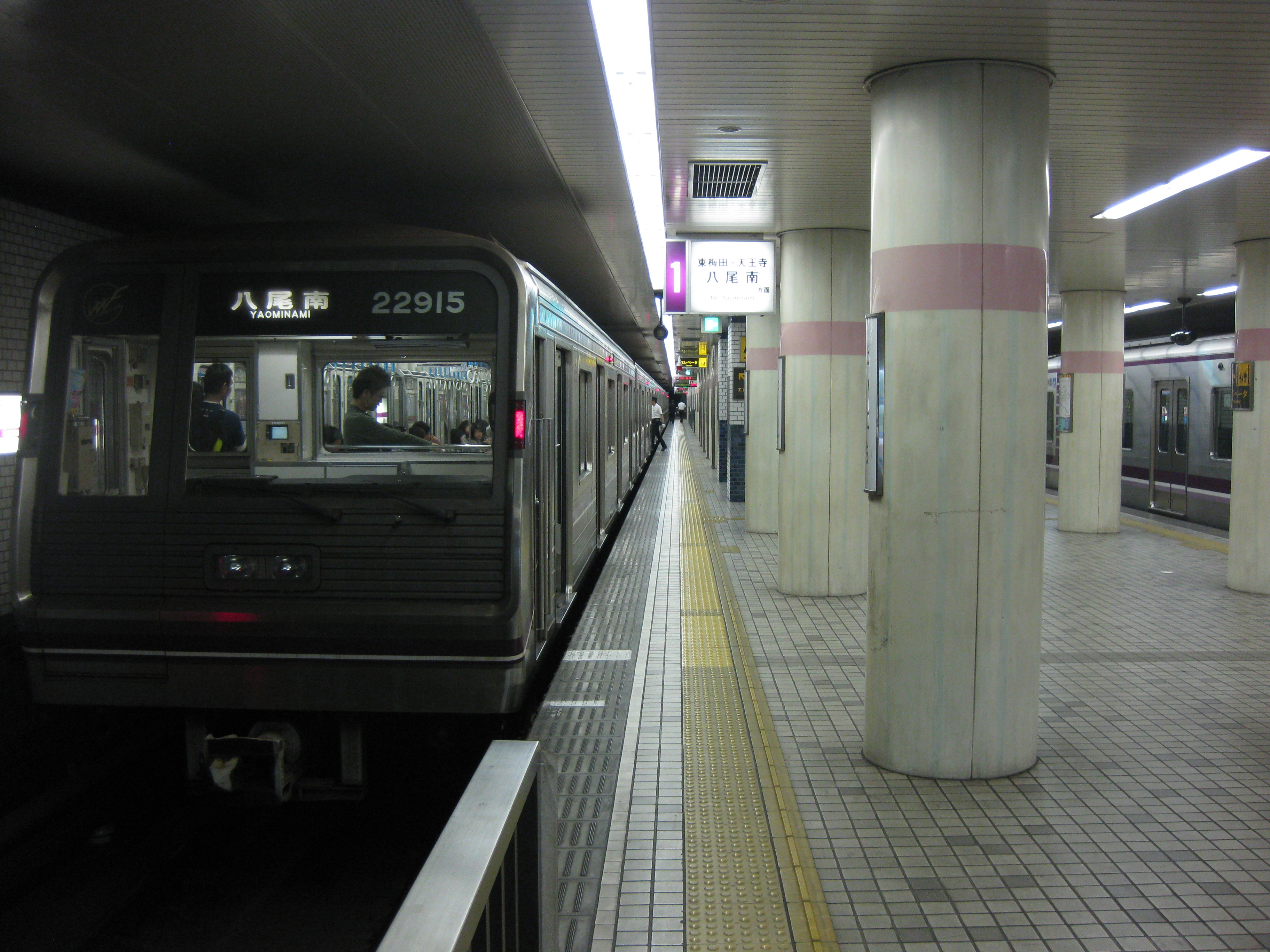
プラットホームに停車中の列車（2012年5月）

### 出口
| 出口番号 | 出口周辺                                                                 | 備考                          |
| -------- | ------------------------------------------------------------------------ | ----------------------------- |
| 1        |                                                                          | 各中間地点に エレベーターあり |
| 2        | シティバスのりば(京阪バス) 大阪モノレール大日駅                          | 各中間地点に エレベーターあり |
| 3        | 守口市生涯学習情報センター(MOVE21)                                       | 各中間地点に エレベーターあり |
| 4        |                                                                          | 各中間地点に エレベーターあり |
| 5        | 大阪守口プラザホテル                                                     | 各中間地点に エレベーターあり |
| 6        |                                                                          | 各中間地点に エレベーターあり |
| 7        | Osaka Metro大日検車場・大阪府地盤沈下庭窪観測所 大阪市水道局(庭窪浄水場) | 各中間地点に エレベーターあり |
| 8        | 大阪広域水道企業団(庭窪浄水場                                            | 各中間地点に エレベーターあり |

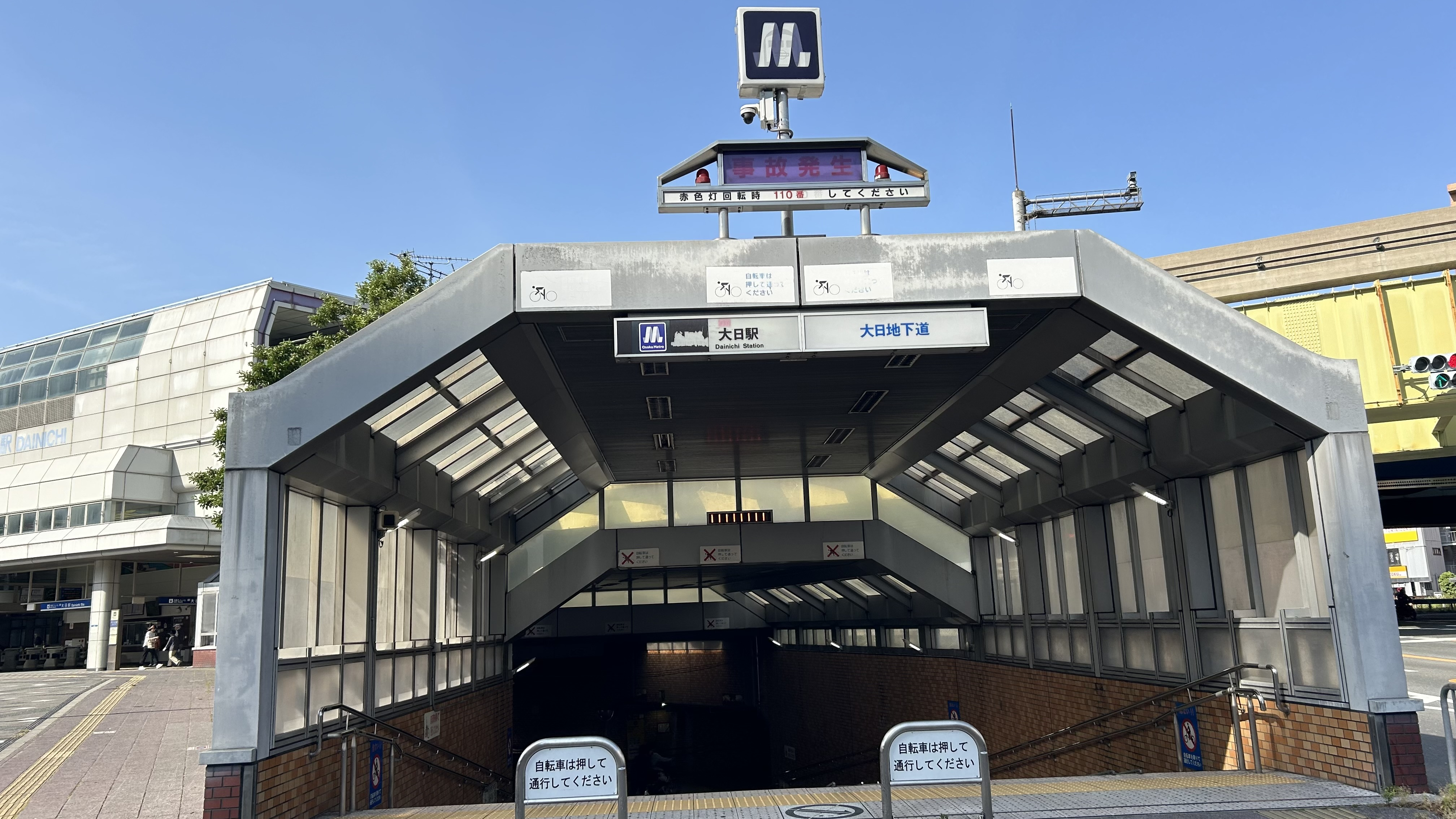
1号出入口（2024年5月）
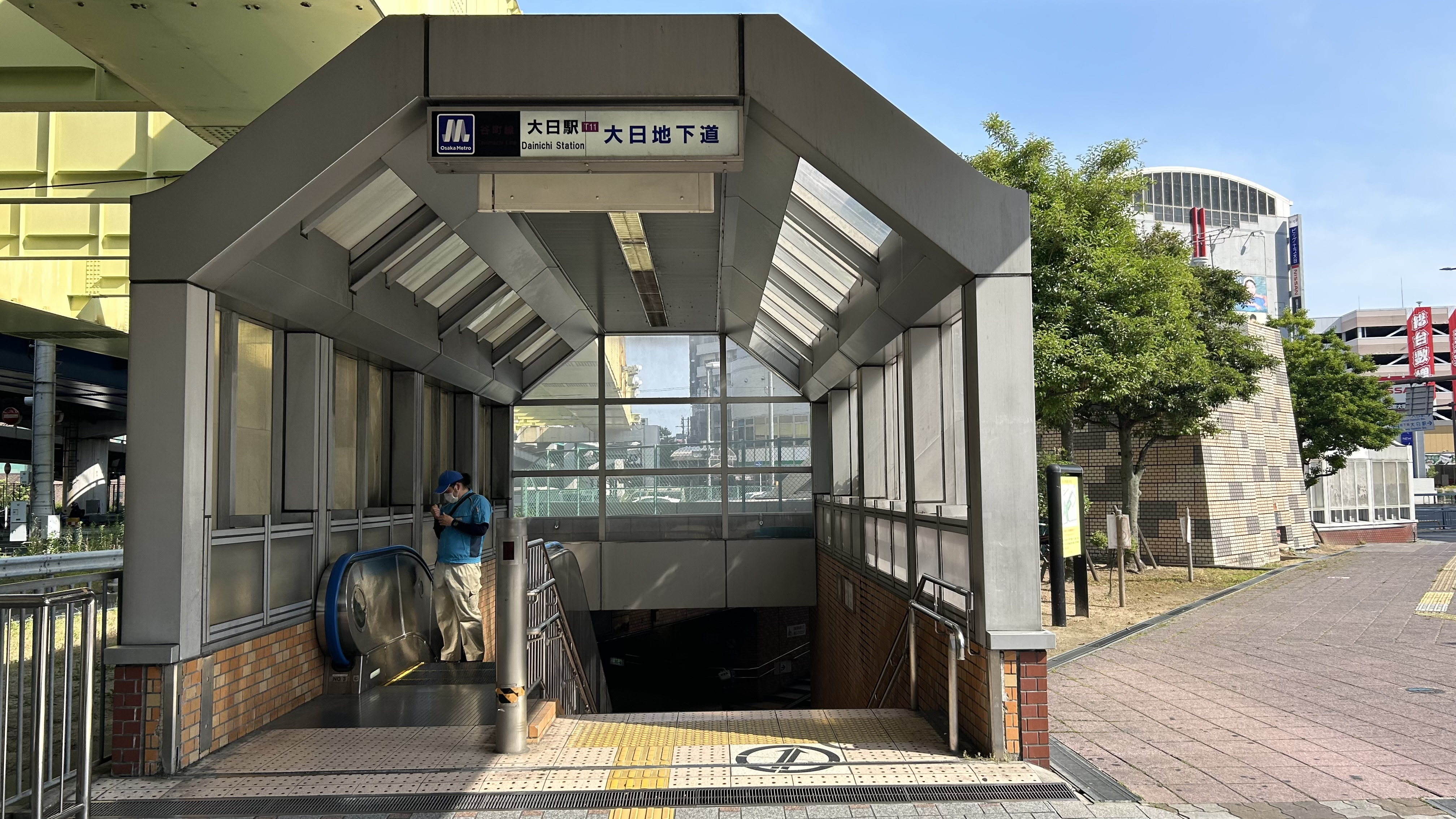
2号出入口（2024年5月）
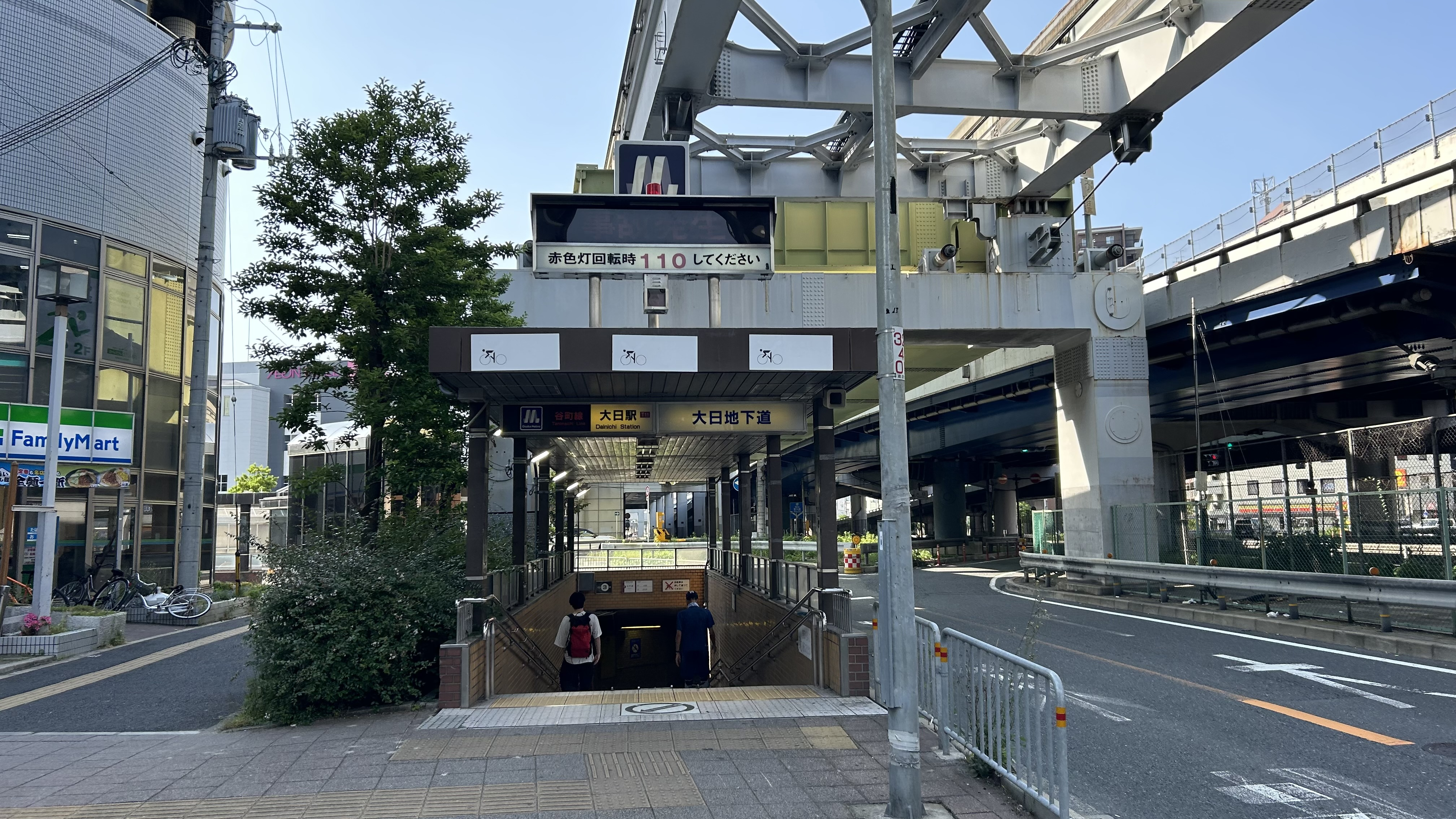
3号出入口（2024年5月）
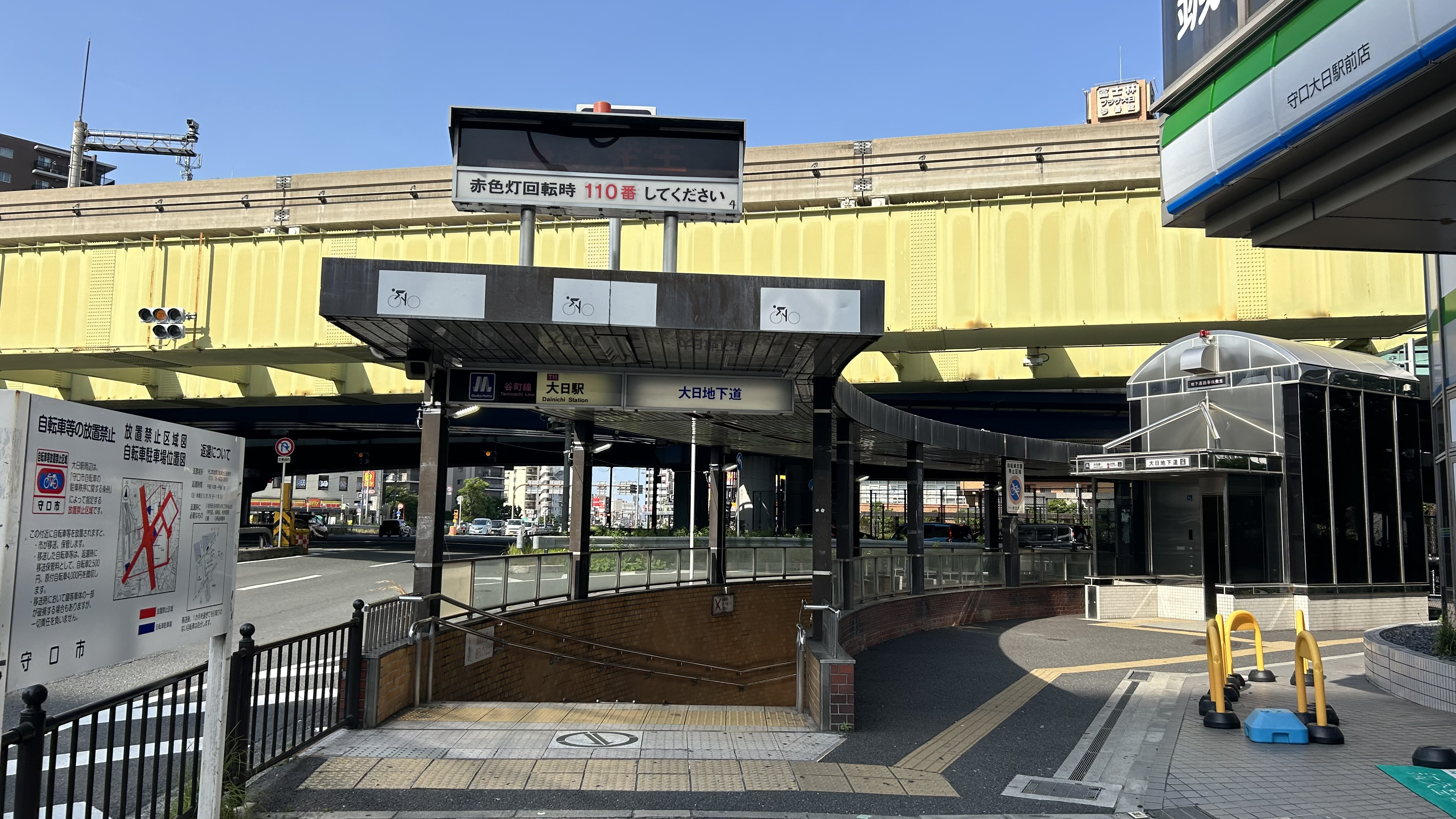
4号出入口（2024年5月）
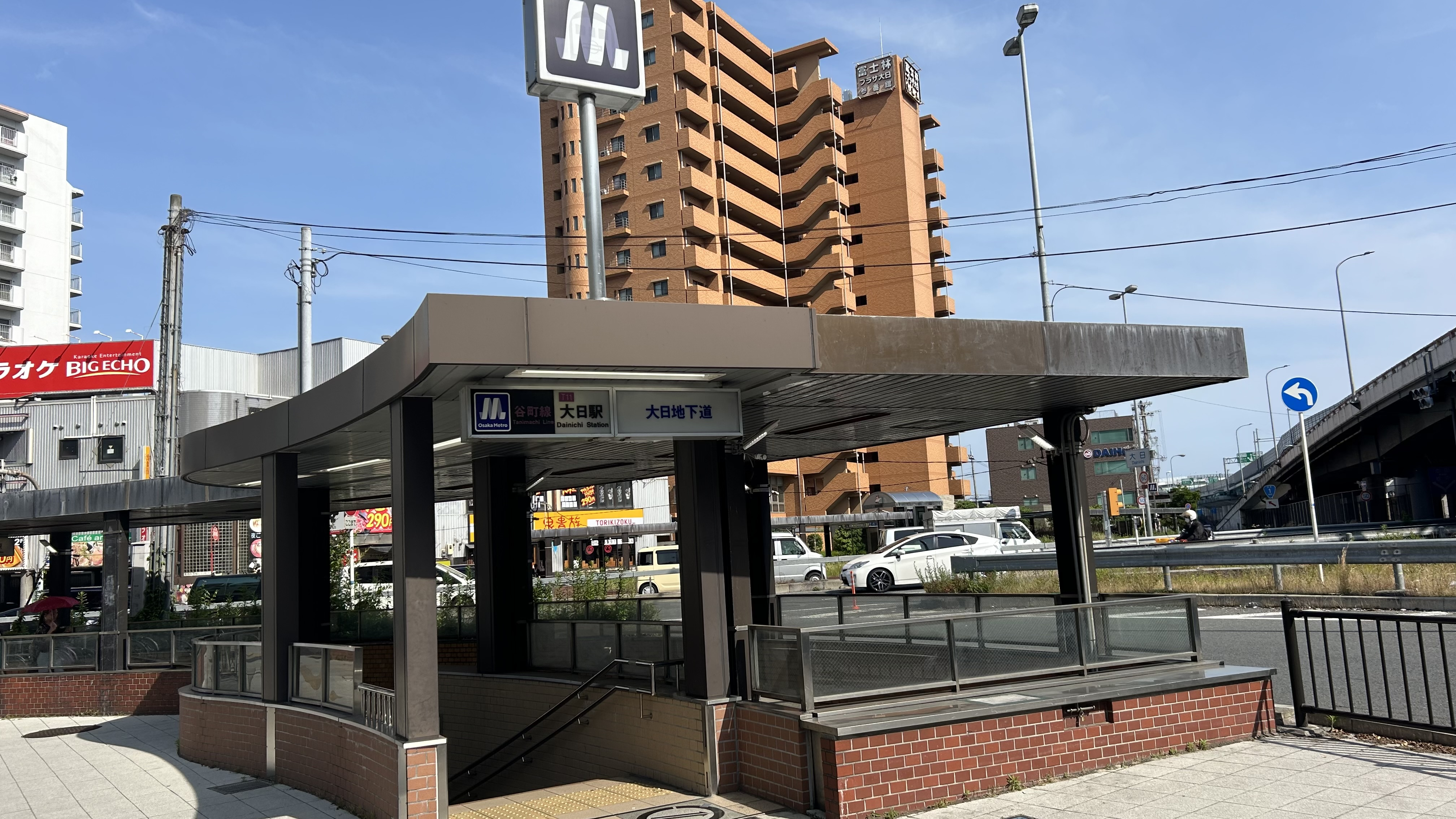
5号出入口（2024年5月）
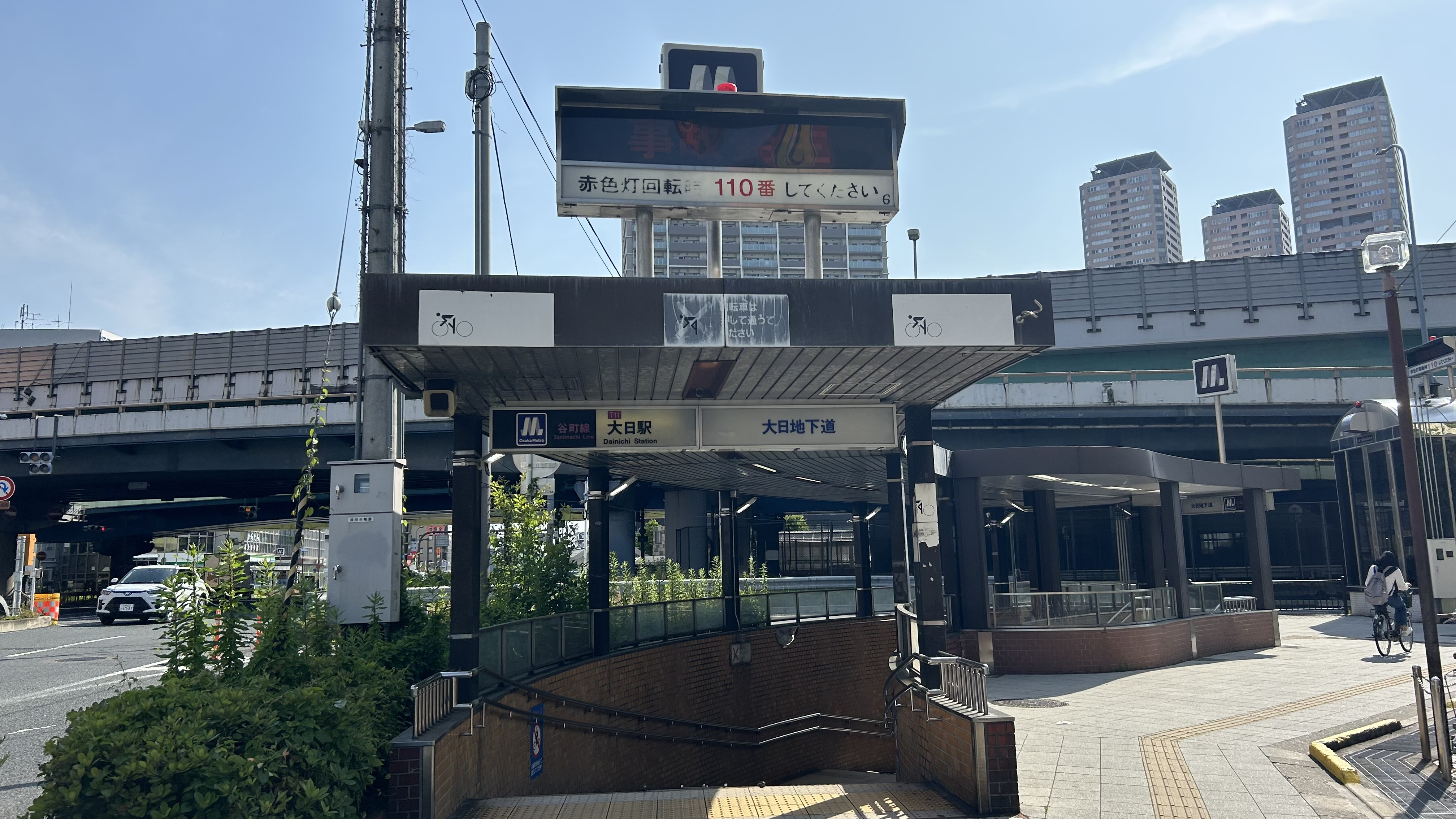
6号出入口（2024年5月）
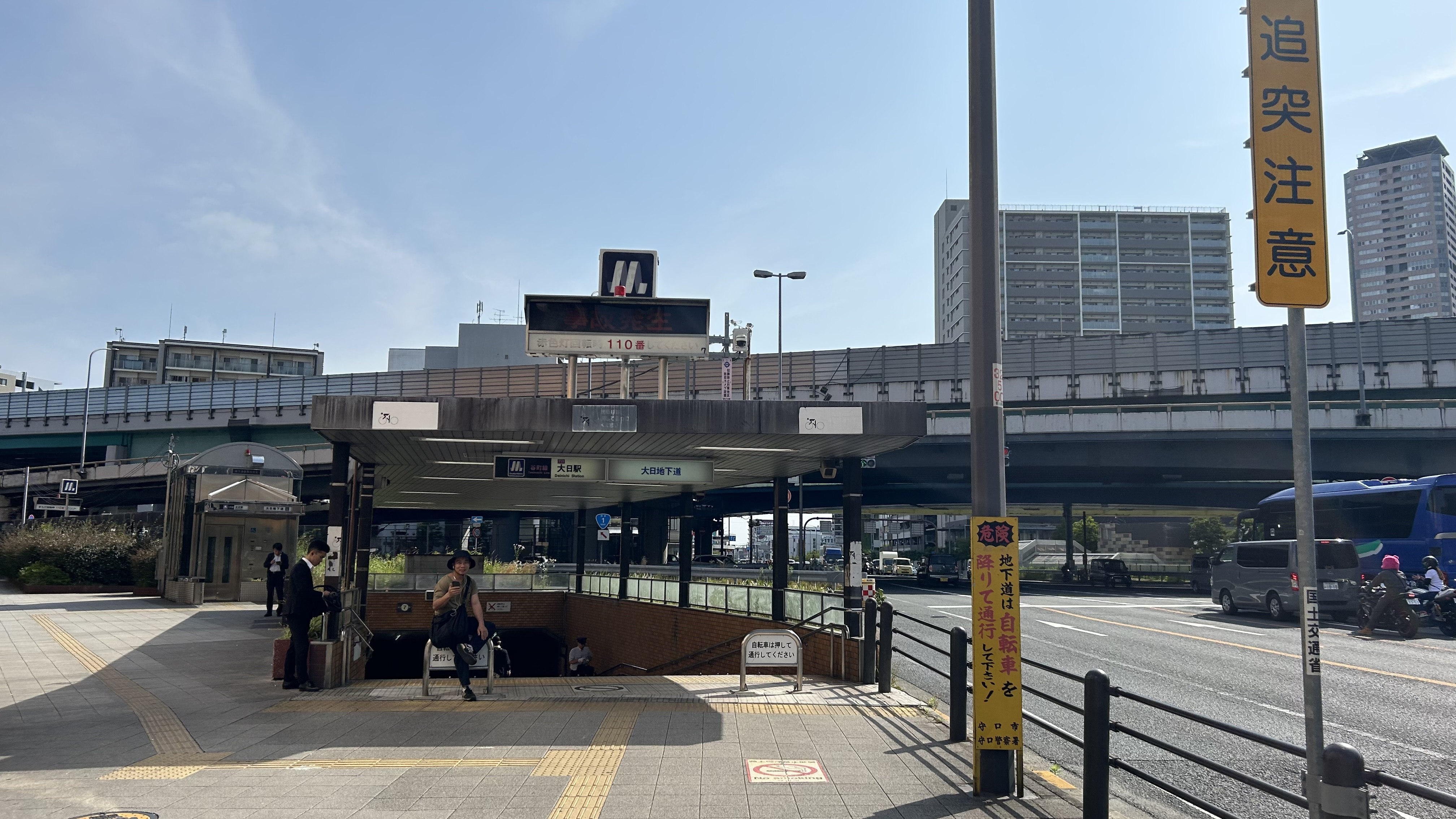
7号出入口（2024年5月）
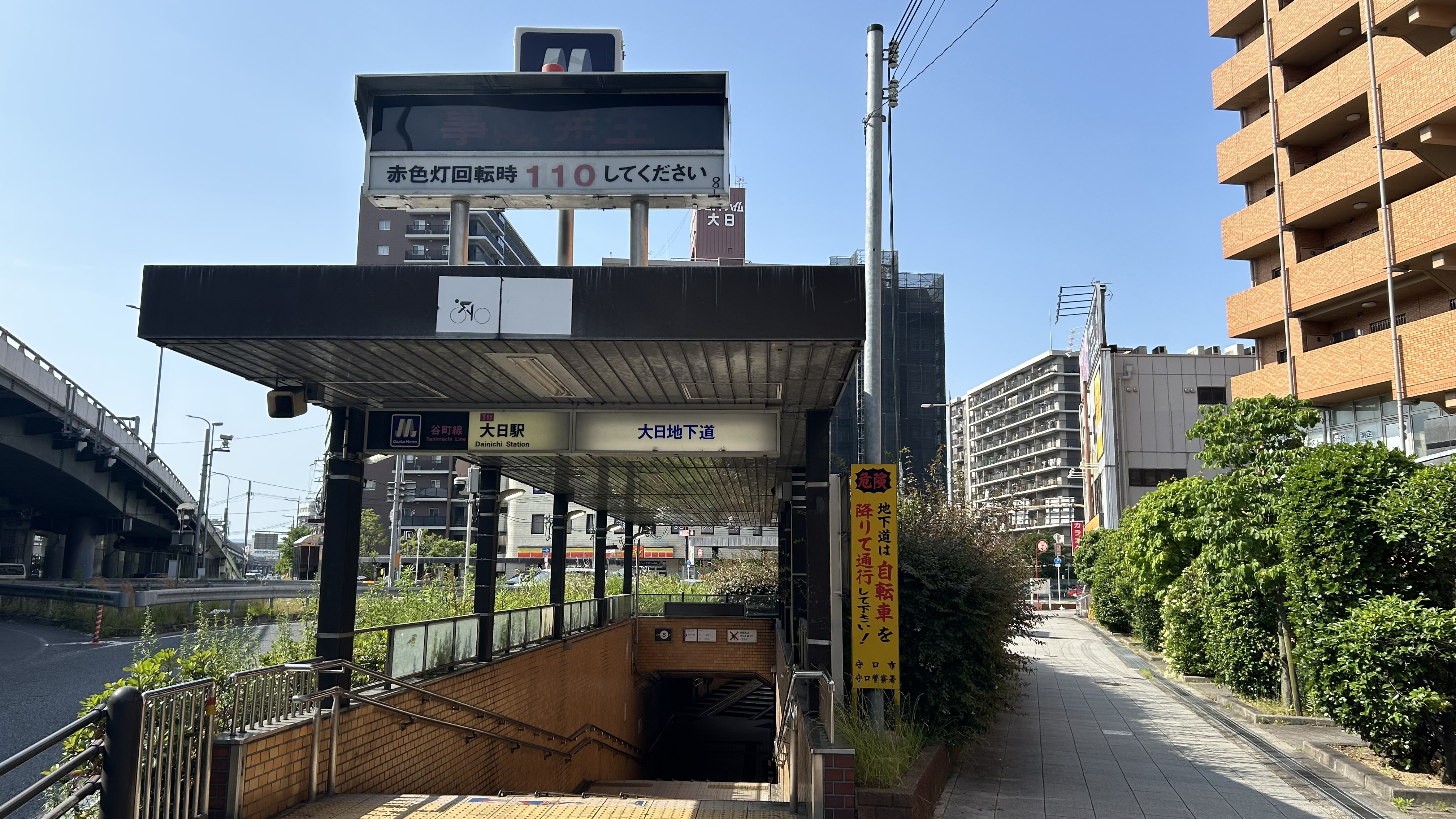
8号出入口（2024年5月）

## 大阪モノレール
3階建ての高架駅で、ホームは3階にある。改札口は1階と2階に1か所ずつ存在しており、大阪高速鉄道では2007年10月現在唯一複数の改札口が存在する駅となっている。2階の改札口はイオンモール大日へ直結しているが、8:30 - 20:00のみの供用で、それ以外は1階改札口しか利用できない。また、谷町線に合わせた紫色が駅のイメージカラーとなっている。1階改札口付近のコンコースには当時の三洋電機が寄贈したステンドグラスがある。駅番号は23。

### のりば
| ホーム | 路線  | 行先         |
| ------ | ----- | ------------ |
| 1      | ■本線 | 門真市行     |
| 2      | ■本線 | 大阪空港方面 |

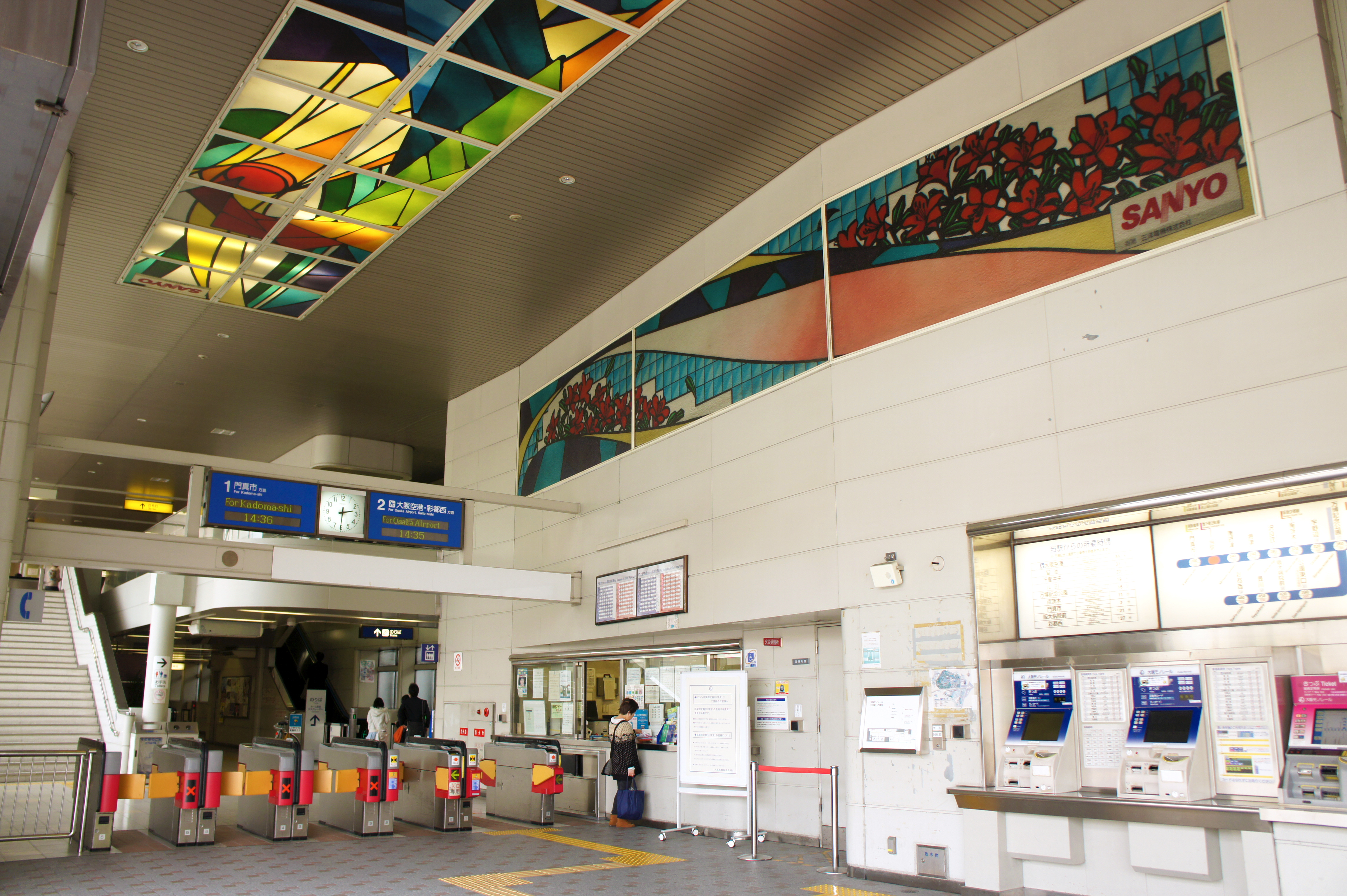
大阪モノレール大日駅1階改札口付近
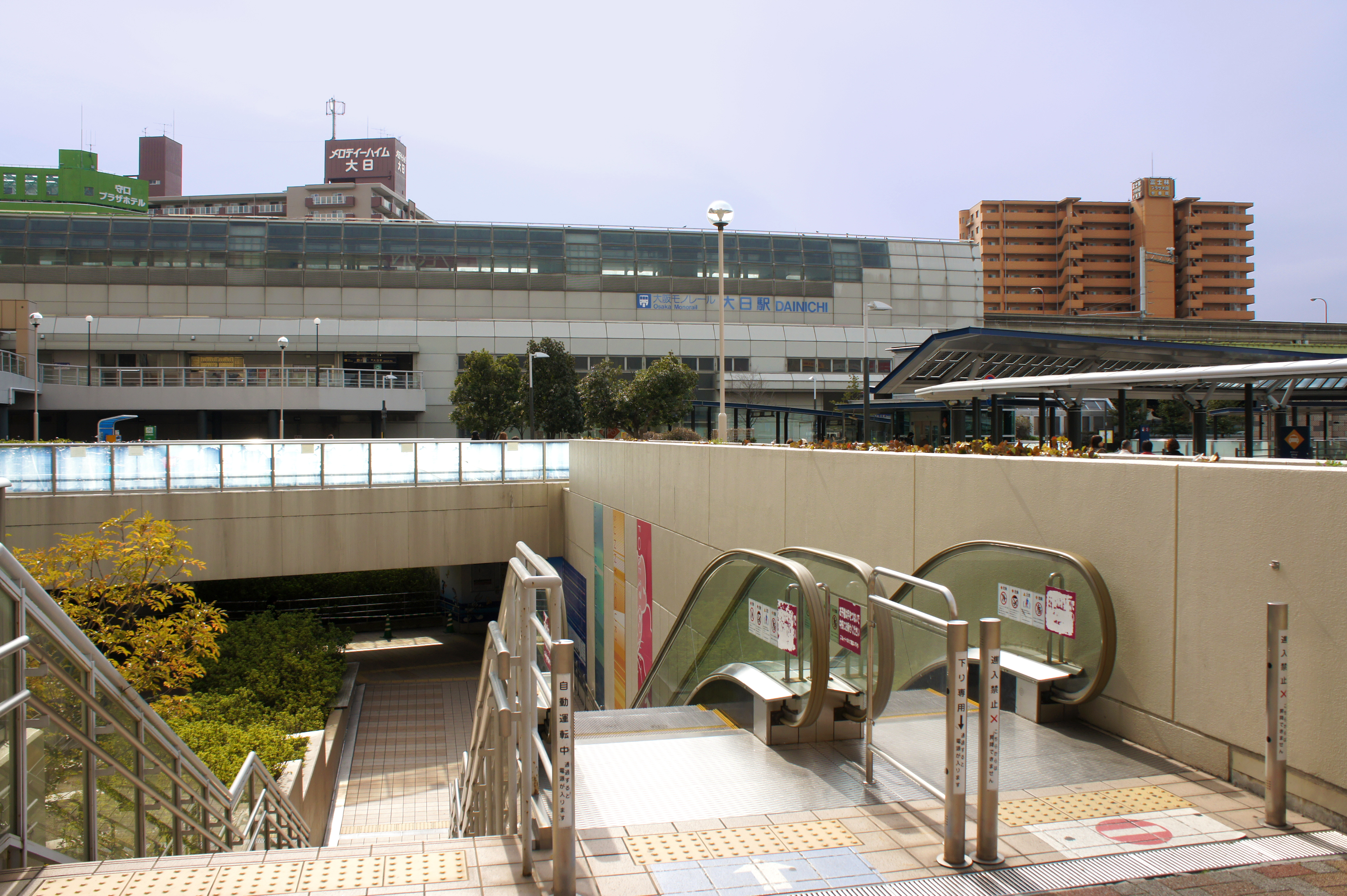
イオンモール大日側から西望。地下道を入って右折すると地下鉄駅に至る。
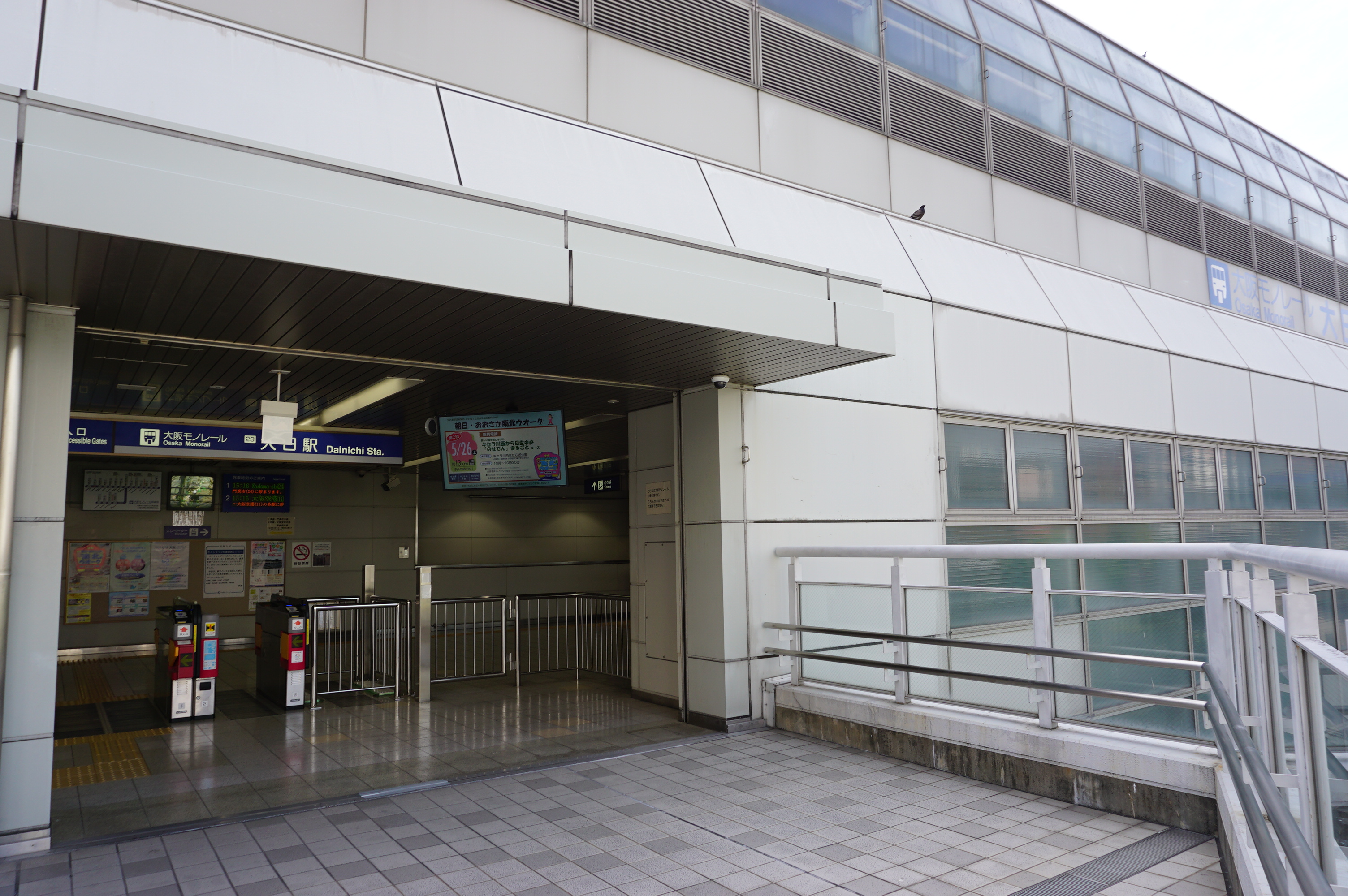
イオンモール大日に繋がる2階改札口

## 利用状況
- 大阪モノレール - 2023年次の1日平均乗降人員は14,805人であり、大阪モノレールの駅全18駅中8位[大阪府 1]。1997年の駅開業後、利用客数を順調に増やしていたが、2006年のイオン大日ショッピングセンターの開業で更に増加している。また、2023年度の1日平均乗車人員は7,383人である[7]。
- 大阪市高速電気軌道 - 2024年11月12日の1日乗降人員は32,802人（乗車人員：16,623人、降車人員：16,179人）であり[大阪府 2]、谷町線の駅では26駅中7位（他線と合算しない単独駅では第3位）。

各年次の1日乗車・乗降人員の推移は下表のとおりである。
| 年次               | 大阪市高速電気軌道 | 大阪市高速電気軌道 | 大阪市高速電気軌道 | 大阪モノレール | 大阪モノレール | 出典          |
| 年次               | 特定日             | 特定日             | 特定日             | 1日平均        | 1日平均        | 出典          |
| 年次               | 調査日             | 乗降人員           | 乗車人員           | 乗降人員       | 乗車人員       | 出典          |
| ------------------ | ------------------ | ------------------ | ------------------ | -------------- | -------------- | ------------- |
| 1990年（平成02年） | 11月06日           | 20,631             | 10,734             | 未 開 業       | 未 開 業       | [ 大阪府 3 ]  |
| 1991年（平成03年） | -                  | -                  | -                  | 未 開 業       | 未 開 業       |               |
| 1992年（平成04年） | -                  | -                  | -                  | 未 開 業       | 未 開 業       |               |
| 1993年（平成05年） | -                  | -                  | -                  | 未 開 業       | 未 開 業       |               |
| 1994年（平成06年） | -                  | -                  | -                  | 未 開 業       | 未 開 業       |               |
| 1995年（平成07年） | -                  | -                  | -                  | 未 開 業       | 未 開 業       |               |
| 1996年（平成08年） | 02月15日           | 21,289             | 10,848             | 未 開 業       | 未 開 業       | [ 大阪府 4 ]  |
| 1997年（平成09年） | -                  | -                  | -                  | 3,415          | 1,695          | [ 大阪府 5 ]  |
| 1998年（平成10年） | 11月10日           | 21,723             | 11,088             | 6,384          | 3,217          | [ 大阪府 6 ]  |
| 1999年（平成11年） | -                  | -                  | -                  | 6,600          | 3,327          | [ 大阪府 7 ]  |
| 2000年（平成12年） | -                  | -                  | -                  | 7,215          | 3,592          | [ 大阪府 8 ]  |
| 2001年（平成13年） | -                  | -                  | -                  | 7,351          | 3,655          | [ 大阪府 9 ]  |
| 2002年（平成14年） | -                  | -                  | -                  | 7,669          | 3,813          | [ 大阪府 10 ] |
| 2003年（平成15年） | -                  | -                  | -                  | 7,637          | 3,847          | [ 大阪府 11 ] |
| 2004年（平成16年） | -                  | -                  | -                  | 7,728          | 3,886          | [ 大阪府 12 ] |
| 2005年（平成17年） | -                  | -                  | -                  | 7,975          | 4,006          | [ 大阪府 13 ] |
| 2006年（平成18年） | -                  | -                  | -                  | 10,323         | 5,250          | [ 大阪府 14 ] |
| 2007年（平成19年） | 11月13日           | 26,432             | 13,408             | 11,822         | 5,930          | [ 大阪府 15 ] |
| 2008年（平成20年） | 11月11日           | 27,400             | 13,958             | 12,160         | 6,103          | [ 大阪府 16 ] |
| 2009年（平成21年） | 11月10日           | 27,400             | 13,773             | 12,116         | 6,077          | [ 大阪府 17 ] |
| 2010年（平成22年） | 11月09日           | 27,063             | 13,751             | 12,393         | 6,231          | [ 大阪府 18 ] |
| 2011年（平成23年） | 11月08日           | 27,289             | 13,877             | 12,286         | 6,170          | [ 大阪府 19 ] |
| 2012年（平成24年） | 11月13日           | 28,046             | 14,208             | 12,620         | 6,345          | [ 大阪府 20 ] |
| 2013年（平成25年） | 11月19日           | 28,750             | 14,628             | 12,777         | 6,363          | [ 大阪府 21 ] |
| 2014年（平成26年） | 11月11日           | 29,802             | 15,156             | 12,924         | 6,431          | [ 大阪府 22 ] |
| 2015年（平成27年） | 11月17日           | 30,569             | 15,539             | 13,394         | 6,652          | [ 大阪府 23 ] |
| 2016年（平成28年） | 11月08日           | 30,908             | 15,624             | 14,196         | 7,022          | [ 大阪府 24 ] |
| 2017年（平成29年） | 11月14日           | 31,865             | 16,124             | 14,485         | 7,174          | [ 大阪府 25 ] |
| 2018年（平成30年） | 11月13日           | 33,831             | 17,101             | 14,798         | 7,331          | [ 大阪府 26 ] |
| 2019年（令和元年） | 11月12日           | 33,719             | 17,006             | 15,242         | 7,559          | [ 大阪府 27 ] |
| 2020年（令和02年） | 11月10日           | 29,658             | 14,968             | 12,108         | 6,022          | [ 大阪府 28 ] |
| 2021年（令和03年） | 11月16日           | 29,848             | 15,119             | 12,381         | 6,166          | [ 大阪府 29 ] |
| 2022年（令和04年） | 11月15日           | 30,932             | 15,673             | 13,576         | 6,729          | [ 大阪府 30 ] |
| 2023年（令和05年） | 11月07日           | 33,706             | 17,125             | 14,805         | 7,335          | [ 大阪府 31 ] |
| 2024年（令和06年） | 11月12日           | 32,802             | 16,623             |                |                | [ 大阪府 2 ]  |

備考
1. ↑  2017年度までは大阪市営地下鉄。最新年度のみ路線別駅別乗降人員から引用。
2. ↑  会計年度上は1995年度での集計。

## 駅周辺
かつては駅前に三洋電機大日工場があったが、2001年9月に群馬工場への統合により閉鎖され、跡地に大日駅前交通広場、イオングループのショッピングセンター『イオンモール大日（イオンシネマ大日を内包）』や高層マンション群「サンマークスだいにち」が建設された。

### 公共施設
- 大日駅前広場
  - バスのりば（全3か所）、詳しくは後述。
  - タクシープール：ロータリーの中央部に位置している。
  - 地下自転車駐車場：広場の地下1・2階に位置し、3,400台が収容できる。駐輪場ではなく「駐車場」と表記されている。
- 守口市立図書館（旧・守口市生涯学習情報センター ムーブ21）
- イオン大日SC内郵便局

### 商業施設
- イオンモール大日
  - イオン大日店
  - イオンシネマ大日

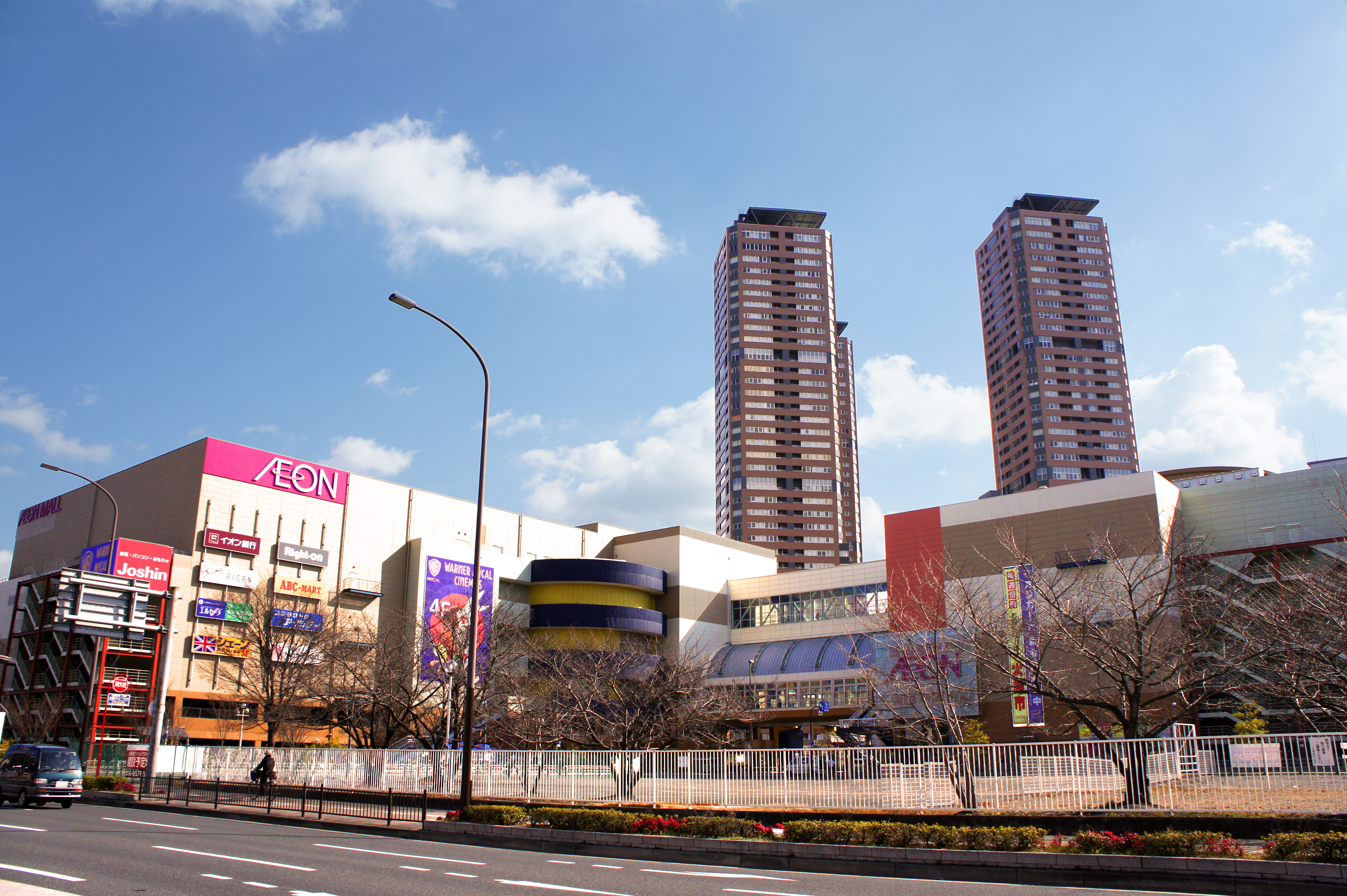
イオンモール大日

- ベアーズ 大日ショッピングモール - 所在地は門真市向島町、ただし敷地の一部が市境をまたいで守口市側にも含まれる。
- ジャガータウン（セントラル、グリーン、ウエストビルの3棟からなる複合施設） - かつてはジャガー（現ジャガーインターナショナルコーポレーション）の工場があった。現在も本社が所在する。

### 学校
- 守口市立八雲東小学校
- 守口市立庭窪中学校
- 守口市立庭窪小学校

### その他
- パナソニック本社

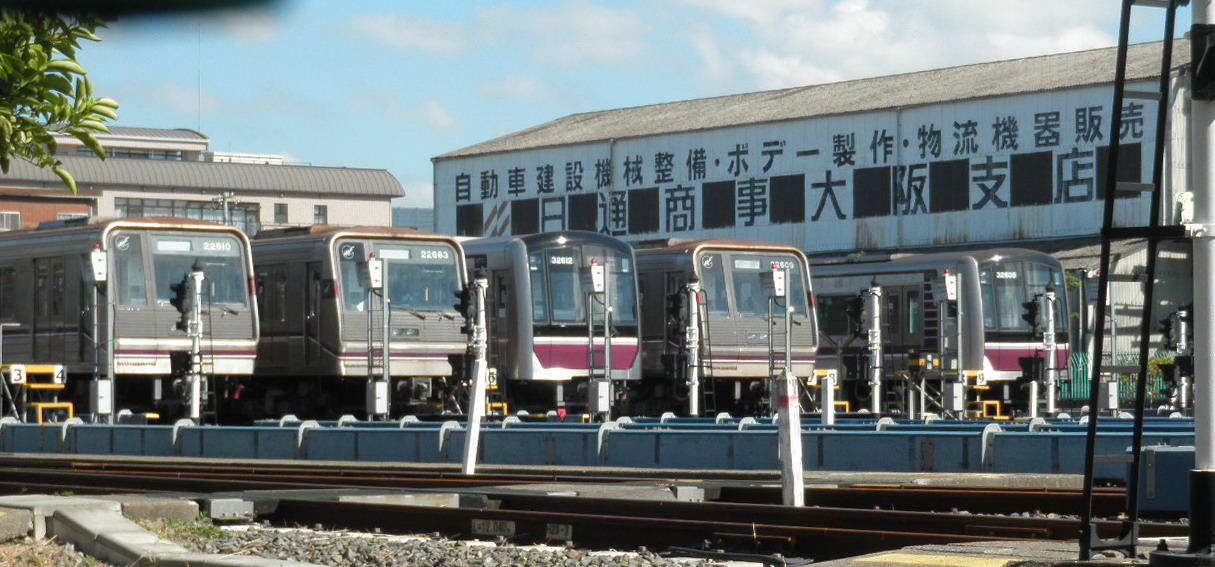
大阪市高速電気軌道大日検車場

- 大阪市高速電気軌道 大日検車場（車両基地）
- 大阪市水道局 庭窪浄水場
- 阪神高速12号守口線
  - 守口出入口 - 守口JCT（近畿自動車道、寝屋川バイパスに接続）
- 国道1号
- 大阪府道2号大阪中央環状線
- 大阪府道13号京都守口線
- 日通商事大阪工場
- ロジスネクストユニキャリア関西支社
- 大阪守口プラザホテル
- 八坂瓊神社

## バス路線

### 路線バス
京阪バスが運行。なお、地下鉄大日南口停留所は、大日駅南西の国道1号上に設置されている。どちらの停留所とも4号経路のバスが発着するが、朝ラッシュ時の4号経路は大日駅前広場に乗り入れない。
大日駅前広場0番のりば
- 9号経路：金田・仁和寺・菅原神社前経由 摂南大学行
- NS経路：ノンストップ 摂南大学行(学休期運休)

大日駅前広場1番のりば
- 1A号経路：五番・大久保・仁和寺・対馬江経由 寝屋川市駅行
- 4号経路：金田・仁和寺・市立総合センター前経由 寝屋川市駅行
- 5号経路：金田・仁和寺・点野団地・摂南大学経由 寝屋川市駅行
- 6号経路：佐太二番・大久保・仁和寺・対馬江経由 寝屋川市駅行

大日駅前広場2番のりば
- 4号経路：パナソニック前経由 京阪守口市駅行
- 9号経路：八番経由　京阪守口市駅行

地下鉄大日南口停留所
- 4号経路：金田・仁和寺・市立総合センター前経由 寝屋川市駅行／パナソニック前経由 京阪守口市駅行

2020年3月31日まで関西国際空港のリムジンバスが運行されていたが天満橋へ行く経路に変更になり、大日駅には乗れ入れなくなった。

## 隣の駅
大阪市高速電気軌道 (Osaka Metro)
 谷町線
大日駅 (T11) - 守口駅 (T12)
大阪モノレール
■本線
南摂津駅 (22) - 大日駅 (23) - 門真市駅 (24)

#### 本文
1. 1 2  曽根悟（監修） 著、朝日新聞出版分冊百科編集部 編『週刊 歴史でめぐる鉄道全路線 公営鉄道・私鉄』 30号 モノレール・新交通システム・鋼索鉄道、朝日新聞出版〈週刊朝日百科〉、2011年10月16日、9頁。
2. 1 2  「私鉄年表」『私鉄車両編成表 '97年版』ジェー・アール・アール、1997年9月15日、185頁。ISBN 4-88283-218-6。
3. ↑  『社名変更について』（PDF）（プレスリリース）大阪高速鉄道、2020年5月11日。オリジナルの2020年5月23日時点におけるアーカイブ。2020年6月2日閲覧。
4. ↑  “大日駅で「可動式ホーム柵」を使用開始します”.   大阪モノレール (2021年2月17日). 2021年2月17日時点のオリジナルよりアーカイブ。2021年2月17日閲覧。
5. ↑  “大日｜Osaka Metro”.   大阪市高速電気軌道. 2021年10月14日閲覧。
6. ↑  “大日駅情報”.   大阪モノレール. 2023年6月10日閲覧。
7. ↑  “駅別旅客数” (PDF).   大阪モノレール. 2024年11月29日閲覧。

#### 利用状況
1. ↑  決算状況 - 大阪モノレール
2. 1 2  路線別駅別乗降人員（2024年11月12日　交通調査日） (PDF)
3. ↑  大阪府統計年鑑（平成3年） (PDF)
4. ↑  大阪府統計年鑑（平成9年） (PDF)
5. ↑  大阪府統計年鑑（平成10年） (PDF)
6. ↑  大阪府統計年鑑（平成11年） (PDF)
7. ↑  大阪府統計年鑑（平成12年） (PDF)
8. ↑  大阪府統計年鑑（平成13年） (PDF)
9. ↑  大阪府統計年鑑（平成14年） (PDF)
10. ↑  大阪府統計年鑑（平成15年） (PDF)
11. ↑  大阪府統計年鑑（平成16年） (PDF)
12. ↑  大阪府統計年鑑（平成17年） (PDF)
13. ↑  大阪府統計年鑑（平成18年） (PDF)
14. ↑  大阪府統計年鑑（平成19年） (PDF)
15. ↑  大阪府統計年鑑（平成20年） (PDF)
16. ↑  大阪府統計年鑑（平成21年） (PDF)
17. ↑  大阪府統計年鑑（平成22年） (PDF)
18. ↑  大阪府統計年鑑（平成23年） (PDF)
19. ↑  大阪府統計年鑑（平成24年） (PDF)
20. ↑  大阪府統計年鑑（平成25年） (PDF)
21. ↑  大阪府統計年鑑（平成26年） (PDF)
22. ↑  大阪府統計年鑑（平成27年） (PDF)
23. ↑  大阪府統計年鑑（平成28年） (PDF)
24. ↑  大阪府統計年鑑（平成29年） (PDF)
25. ↑  大阪府統計年鑑（平成30年） (PDF)
26. ↑  大阪府統計年鑑（令和元年） (PDF)
27. ↑  大阪府統計年鑑（令和2年） (PDF)
28. ↑  大阪府統計年鑑（令和3年） (PDF)
29. ↑  大阪府統計年鑑（令和4年） (PDF)
30. ↑  大阪府統計年鑑（令和5年） (PDF)
31. ↑  大阪府統計年鑑（令和6年） (PDF)